# Cercopithecus doggetti
Il cercopiteco argentato (Cercopithecus doggetti) è un primate della famiglia delle Cercopithecidae. Solo dal 2001 è considerato una specie a sé stante, mentre precedentemente era ritenuto una sottospecie di C. mitis.

## Descrizione
Assomiglia molto al Cercopiteco dal diadema, del quale era stato considerato una sottospecie. Ne differisce soprattutto per il colore grigio-argenteo del dorso. Il resto del corpo è grigio-bluastro.

## Distribuzione e habitat
L'areale comprende la parte orientale della Repubblica Democratica del Congo, il sud dell'Uganda e la Tanzania nordoccidentale. 

## Biologia
Le abitudini non sono note, ma si pensa siano simili a quelle delle specie affini. Anche lo stato di conservazione non è conosciuto, anche perché non è stato valutato dalla IUCN.